# Norman Davies

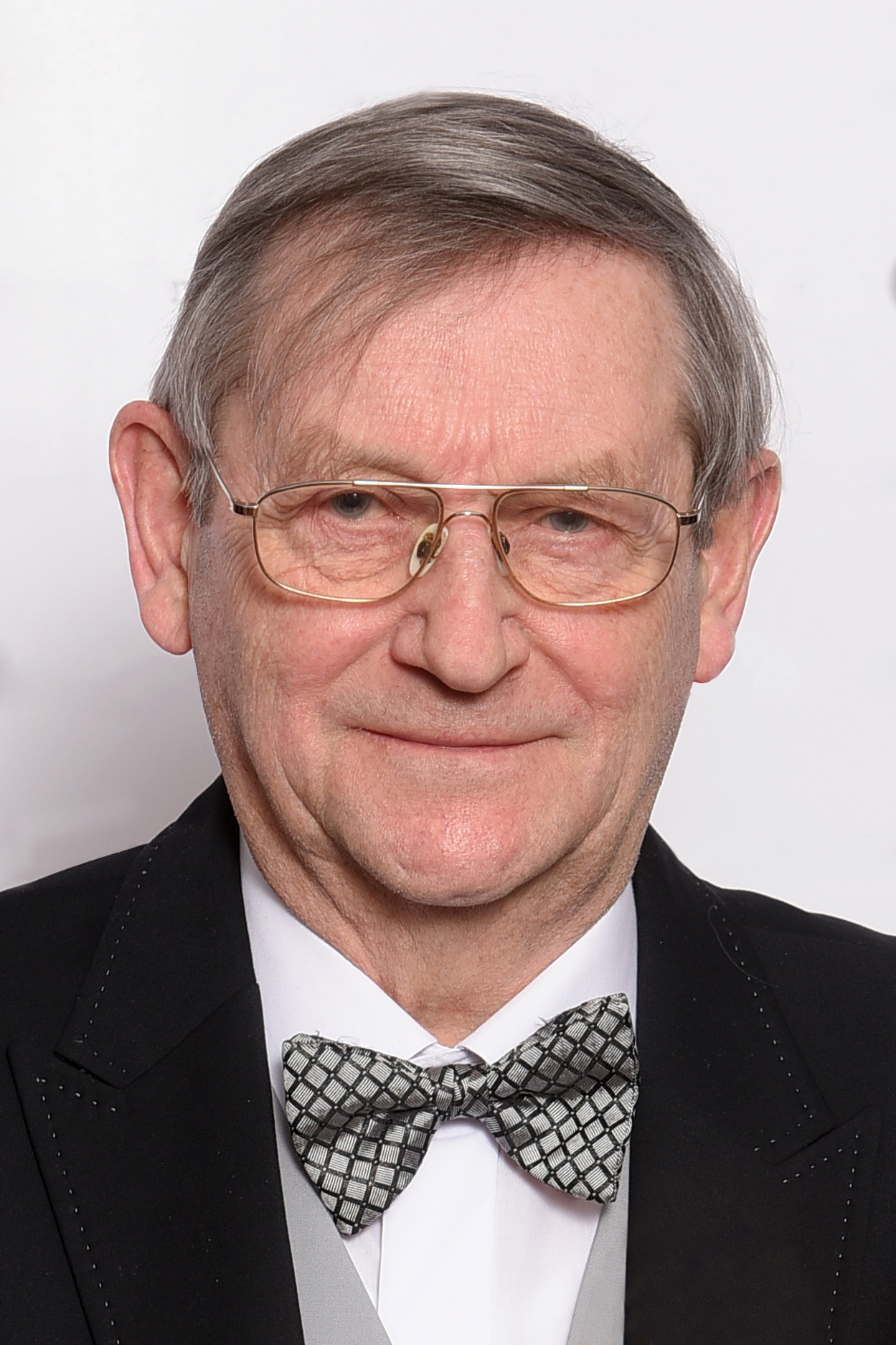
Norman Davies (2018)

Ivor Norman Richard Davies (* 8. Juni 1939 in Bolton, Lancashire, England) ist ein britisch-polnischer Historiker walisischer Herkunft. Sein Arbeitsschwerpunkt liegt auf der Geschichte Polens, darüber hinaus wurde er im englischsprachigen Raum mit umfangreichen Gesamtdarstellungen zur Geschichte Europas, insbesondere der britischen Inseln, bekannt.

## Akademische Laufbahn
Norman Davies studierte am Magdalen College der University of Oxford Geschichte bei Kenneth Bruce McFarlane, Alan J. P. Taylor und John Stoye. Nach Aufenthalten in Grenoble und Oxford wollte Davies in der Sowjetunion für eine Dissertation forschen, erhielt jedoch kein Visum. Ersatzweise ging er daraufhin an die Krakauer Jagiellonen-Universität. Hier forschte er zur Geschichte des Polnisch-Sowjetischen Kriegs; da dieser Krieg als solcher von der damaligen kommunistischen polnischen Herrschaft und Wissenschaft verleugnet wurde, tarnte er die Arbeit mit dem Titel „Die britische Außenpolitik gegenüber Polen 1919–1920“. Nachdem er damit 1973 in Krakau promoviert worden war, erschien der englische Text unter dem Titel White Eagle, Red Star. The Polish-Soviet War 1919–1920. Nach der Rückkehr aus Polen studierte er am St Antony’s College in Oxford, unter anderem bei Harry Willetts, Professor für russische Geschichte und Übersetzer der Texte Solschenizyns.
Ab 1971 lehrte Davies osteuropäische Geschichte an der University of London (School of East European and Slavonic Studies, SSEES), von 1985 bis 1996 als ordentlicher Professor.
Davies lehrte außerdem als Gastprofessor an zahlreichen Universitäten weltweit. Seit 1996 ist er emeritiert und Fellow am Wolfson College in Oxford. Einer seiner Schüler ist Roger Moorhouse.

## Werke

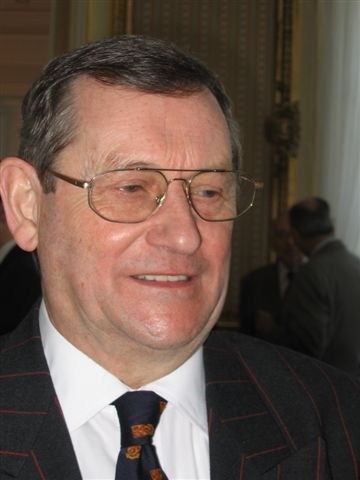
Norman Davies (2007)

Das Werk, das Davies in der englischsprachigen Welt bekannt machte, war eine 1981 erschienene zweibändige Gesamtdarstellung der polnischen Geschichte unter dem Titel God’s Playground, die bis heute als Standardwerk gilt. Vor dem Hintergrund der damaligen Ereignisse in Polen erschien 1984 eine einbändige, essayistischere Geschichte Polens unter dem Titel Heart of Europe. In Polen wurde Davies mit God’s Playground schlagartig populär, obwohl – oder gerade weil – das westliche Werk damals nur im Samisdat erscheinen konnte.
In den 1990er Jahren veröffentlichte Davies zwei monumentale Bände über die Geschichte Europas (Europe. A History, 1996) und der britischen Inseln (The Isles. A History, 1999). In beiden setzt er sich zum Ziel, eingefahrene Fixierungen in der Geschichtswissenschaft zu revidieren und die Geschichte der „Peripherien“ gleichberechtigt zur Geltung zu bringen.
Anders als in Großbritannien und in Polen, wo die letzten beiden Bände zu Bestsellern wurden, wurde Davies im deutschsprachigen Raum lange kaum beachtet und übersetzt. Erst 2000 erschien eine Übersetzung von Heart of Europe zur Frankfurter Buchmesse, auf der Polen damals Gastland war. 2002 verfasste Davies gemeinsam mit seinem ehemaligen Assistenten Moorhouse Breslau. Die Blume Europas, eine Geschichte, die zeitgleich in deutscher, polnischer und englischer Sprache erschien. Auch Davies’ Buch über den Warschauer Aufstand 1944 wurde umgehend ins Deutsche übersetzt.
In dem späteren Werk Europe at War 1939–1945: No Simple Victory (2006) versuchte Davies die Wahrnehmung des Zweiten Weltkrieges in der westlichen Welt zu korrigieren. Er zeigte die für die deutsche Niederlage ausschlaggebende Rolle der Ostfront und der Sowjetunion ebenso auf wie den amoralisch-totalitären Charakter der stalinistischen Sowjetunion. Das Bündnis Stalins mit Hitler 1939 erlaubte es beiden, Polen innerhalb weniger Wochen unter sich aufzuteilen (siehe Überfall auf Polen und Sowjetische Besetzung Ostpolens) und dann fast zwei Jahre lang einvernehmlich zu besetzen.

## Vorwurf des Geschichtsrevisionismus
Seine teilweise polemisch vertretene Position brachte Davies den Vorwurf des Antisemitismus und Geschichtsrevisionismus durch Lucy Dawidowicz und Abraham Brumberg ein und führte unter dem Druck der Anti-Defamation League 1986 dazu, dass ihm eine bereits vertraglich vereinbarte feste Professur an der Stanford University mit einer Stimme Mehrheit durch die Fakultätsversammlung – entgegen dem einstimmigen Votum der Berufungskommission für Davies – kurzfristig wieder entzogen wurde. Die offizielle Begründung hob hervor, dass dies nicht wegen seiner politischen Position erfolgt sei, sondern aufgrund nicht benannter wissenschaftlicher Mängel seiner Arbeit („manner and substance of his academic interpretation of historical events occurring some 40 years earlier“). Davies verklagte die Universität daraufhin wegen Diskriminierung aus politischen Gründen, Vertragsbruch und Rufschädigung. Er verlangte die Offenlegung der in der Fakultätsversammlung geäußerten ehrenrührigen Behauptungen (vor allem durch Professor Harold Kahn) über die Qualität seiner Arbeit, um sie widerlegen zu können. Die Universität hingegen berief sich auf die Vertraulichkeit der Diskussion in der Fakultätsversammlung. Davies’ Klage wurde 1987 mit der Begründung abgewiesen, dass „nur die Gefährdung der nationalen Sicherheit“ die Aufhebung der Vertraulichkeit gestatte, ebenso 1989 und erneut 1991, indem sich das Gericht als nicht zuständig für Gastprofessoren erklärte.
Der amerikanische Historiker Theodore K. Rabb warf Davies vor, er habe in seinem Buch Europe: A History der Kooperation von Juden mit polnischen Sicherheitskräften bei gewaltsamen Übergriffen und Vertreibungen nach dem Krieg zu viel Raum eingeräumt und damit die Einmaligkeit des Holocaust negiert. Rabbs Beanstandungen widersprach Anne Applebaum in einer ausführlichen Rezension von Europe: A History. Sie wies auf Davies’ Leistung zumal für die Leser in den USA hin, die Geschichte des ganzen Europa in den Blick zu nehmen, statt sich ungerührt auf das westliche („fortschrittliche“ und vertrautere) Europa zu beschränken und das „rückständige“ Osteuropa zu missachten.
Johannes Hürter kritisierte 2010 Davies’ Buch Europa im Krieg. Das Buch biete wenig Neues und werde Davies’ Selbstanspruch innovativer Analyse nicht gerecht.

## Ehrungen
Norman Davies erhielt mehrere Ehrungen und Auszeichnungen, unter anderem der British Academy, und ist Fellow der Royal Historical Society. Insbesondere in und von Polen wurde er geehrt. So wurde ihm unter anderem 2004 der Sankt-Stanislaus-Orden der 1. Klasse verliehen, zudem Ehrendoktorwürden der Universitäten von Krakau, Lublin und Danzig, die Mitgliedschaft in der Polnischen Akademie der Gelehrsamkeit (PAU) in Krakau sowie Ehrenbürgerwürden in Lublin und Krakau. Er wurde in den beratenden Ausschuss der European Association of History Educators (EUROCLIO) berufen und 2008 mit der dritten Klasse des Ordens des Marienland-Kreuzes der Republik Estland sowie 2009 mit dem Internationalen Brückepreis ausgezeichnet. 2012 erhielt er den Orden des Weißen Adlers. 2013 erhielt er die Erasmus Medal der Academia Europaea, deren Mitglied er seit 2011 ist. Am 4. Juli 2014 erhielt er die polnische Staatsangehörigkeit. Er betonte, man könne ebenso Pole und Europäer sein wie auch Pole und Brite.

## Schriften
- 1972: White Eagle, Red Star: The Polish-Soviet War, 1919–1920. London: MacDonald, ISBN 0-356-04013-5 (Neuauflage 2004, London: Pimlico, ISBN 0-7126-0694-7)
- 1977: Poland, Past and Present. A Select Bibliography of Works in English.
- 1981: God’s Playground. A History of Poland. Vol. 1: The Origins to 1795, Vol. 2: 1795 to the Present. Oxford: Oxford University Press, ISBN 0-19-925339-0 / ISBN 0-19-925340-4.
- 1984: Heart of Europe. A Short History of Poland. Oxford: Oxford University Press, ISBN 0-19-285152-7
  - (deutsch): Im Herzen Europas. Geschichte Polens. C.H. Beck, München 2006, ISBN 3-406-46709-1). Rezensionen u. a. in der Zeit[12] und in sehepunkte[13].
- 1991 (mit Antony Polonsky): Jews in Eastern Poland and the U.S.S.R., 1939–1946. Houndmills: Palgrave Macmillan, ISBN 0-333-49128-9
- 1996: Europe. A History. Oxford: Oxford University Press, ISBN 0-19-820171-0. Rezension in New Criterion[5].
- 1999: The Isles. A History. Oxford: Oxford University Press, ISBN 0-19-513442-7.
- 2001: Smok Wawelski nad Tamizą. Eseje, polemiki, wykłady, hrsg. v. Andrzej Pawelec. Warszawa: Znak, ISBN 83-240-0015-1.
- 2002 (mit Roger Moorhouse): Microcosm. Portrait of a Central European City. London: Jonathan Cape, ISBN 0-224-06243-3 (deutsch unter dem Titel: Breslau. Die Blume Europas. Geschichte einer mitteleuropäischen Stadt. Droemer-Knaur, München 2005, ISBN 3-426-27362-4)
- 2004: Rising ’44. The Battle for Warsaw. ISBN 0-333-90568-7 (deutsch: Aufstand der Verlorenen. Der Kampf um Warschau 1944. München: Droemer, ISBN 3-426-27243-1)
- 2006: Europe at War. 1939–1945: No Simple Victory. Houndmills: Macmillan, ISBN 0-333-69285-3 (deutsch unter dem Titel: Die Große Katastrophe. Europa im Krieg 1939–1945. Droemer, München 2009, ISBN 978-3-426-27496-5)
- 2006: Europe East and West: A Collection of Essays on European History . London: Jonathan Cape, ISBN 0-224-06924-1.
- 2011: Vanished Kingdoms. The History of Half-Forgotten Europe. Allan Lane, London, ISBN 978-1-84614-338-0 (deutsch: Verschwundene Reiche. Die Geschichte des vergessenen Europa. Theiss, Darmstadt 2013, ISBN 978-3-8062-2758-1).
- 2015: Trail of Hope: The Anders Army, An Odyssey Across Three Continents (Osprey Publishing, ISBN 978-1-4728-1603-0)
- 2017: Beneath Another Sky: A Global Journey into History. Allen Lane, ISBN 978-1-84614-831-6 (dt. u.d.T. Ins Unbekannte: Eine Weltreise in die Geschichte. wbg Theiss, Darmstadt 2020)
- 2021: George II: Not Just a British Monarch. Penguin, ISBN 978-0-14-197842-0 (deutsche Übersetzung von Cornelius Hartz unter dem Titel: King George II. Ein deutscher Fürst auf dem britischen Thron. Theiss, Darmstadt 2021, ISBN 978-3-8062-4310-9).